# Saint-Jean-de-Moirans
Saint-Jean-de-Moirans är en kommun i departementet Isère i regionen Auvergne-Rhône-Alpes i sydöstra Frankrike. Kommunen ligger i kantonen Rives som tillhör arrondissementet Grenoble. År 2022 hade Saint-Jean-de-Moirans 3 601 invånare.

## Befolkningsutveckling
Antalet invånare i kommunen Saint-Jean-de-Moirans
Referens:INSEE